# Hasan Aliu
Haxhi Hasan Alia (även känd som Sheh Shamia), född 1814 i Shkodra i Albanien, död 1891, var en albansk imam som hade stort inflytande på Albaniens religiösa utveckling under 1800-talet.